# Edmond Djitangar
Goetbé Edmond Djitangar, né le 2 novembre 1952 à Bokoro au Tchad, est un évêque catholique tchadien. 
Il a été évêque de Sarh de 1991 à 2016 et est archevêque de N'Djamena depuis 2016,,.

## Biographie
Goetbé Edmond Djitangar est né le 2 novembre 1952 à Bokoro, région du Logone-Oriental et préfecture apostolique de Moundou (aujourd'hui dans le diocèse de Doba), dans ce qui était alors l'Afrique-Équatoriale française (aujourd'hui dans la partie sud de la République du Tchad).

### Formation sacerdotale et ministère
Après avoir terminé ses études primaires à l'école Saint François Régis Maro du Chari en 1964, il décide de poursuivre sa vocation sacerdotale et s'inscrit donc au petit séminaire Saint Pierre de Fort-Archambault, obtenant le diplôme de 1971.
La même année, il part pour le Cameroun, où il poursuit ses études de philosophie et de théologie au grand séminaire interétatique de Nkolbisson, dans le quartier du même nom de la capitale Yaoundé, où il reste un an. En 1972, il s'inscrit ensuite au grand séminaire Saint-Pierre-Claver de Koumi, au Burkina Faso, où il reste six ans.
À la fin de ses études, il reçoit l'ordination sacerdotale le 30 décembre 1978, à l'âge de vingt-six ans, en étant incardiné comme prêtre dans le diocèse de Sarh. Peu de temps après, il a reçu sa première affectation pastorale en tant que curé de la paroisse Saint-Jean-Baptiste à Koumogo pendant trois ans.
En 1981, il s'installe à Rome, en Italie, pour étudier à l'Institut biblique pontifical, où il obtient une licence en Écriture Sainte après quatre ans. À son retour au Tchad, en plus d'exercer son service pastoral dans diverses paroisses, il a été de 1985 à 1988 professeur d'Écriture sainte au séminaire « San Luca » de Bakara, exerçant ensuite le rôle de directeur de la formation diocésaine du centre pour catéchistes à Rakena jusqu'en 1990 et finalement il a été vicaire général du diocèse de Sarh jusqu'à sa nomination à l'épiscopat.

### Ministère épiscopal
Le 11 octobre 1991, Jean-Paul II le nomme évêque de Sarh à l'âge de trente-huit ans seulement ; il succède à Matthias N'Gartéri Mayadi, qui était devenu évêque de Moundou le 11 juin 1990. Il reçoit la consécration épiscopale le 2 février 1992, en la cathédrale de l'Immaculée Conception à Sarh, par l'imposition des mains du cardinal Jozef Tomko, préfet de la Congrégation pour l'évangélisation des peuples, ayant comme co-consécrateurs les deux prédécesseurs N'Gartéri Mayadi et Henri Veniat, et prend possession du diocèse dans la même cérémonie. Comme devise épiscopale, il choisit Regnat Deus, qui signifie « Dieu règne ».
Le 21 septembre 2006, il se rend au Vatican, avec les autres membres de l'épiscopat tchadien, pour la visite ad limina.
Le  23 septembre 2009, Benoît XVI l'appelle à participer en tant que secrétaire spécial à la IIe Assemblée spéciale pour l'Afrique du Synode des évêques, tenue au Vatican du 4 au 25 octobre de la même année, sur le thème « L'Église en Afrique au service de la réconciliation, de la justice et de la paix ».
Le 2 octobre 2014, il effectue une deuxième visite ad limina au Vatican.
En mai 2016, il est élu président de la Conférence épiscopale du Tchad (en), succédant à Jean-Claude Bouchard (fi), évêque de Pala.
Le 20 août 2016, le pape François le nomme, âgé de 63 ans, archevêque métropolitain de N'Djamena ; il succède à Matthias N'Gartéri Mayadi, décédé le 19 novembre 2013. Il prend possession de l'archidiocèse lors d'une célébration tenue en la cathédrale Notre-Dame de N'Djaména le 15 octobre suivant. Le 29 juin 2017, jour de la solennité des saints Pierre et Paul, il se rend à la basilique Saint-Pierre au Vatican, où le pape lui remet le pallium, symbole de la communion entre la métropole et le Saint-Siège, qui lui est imposé lors d'une cérémonie ultérieure.
Depuis le 24 juillet 2022, il est également président de l'Association des conférences épiscopales de la région de l’Afrique centrale.